# Ildefonse Rousset
Pour les articles homonymes, voir Rousset.
Ildefonse Rousset, né le 16 juin 1817 à Paris 11e et mort le 31 mars 1878 à Maisons-Alfort, est un libraire, éditeur, photographe et journaliste français.

## Biographie
Ildefonse Rousset, comme son frère cadet, l’historien et académicien Camille Rousset, fit ses études au collège Stanislas à Paris
Il épouse en août 1854, toujours dans la capitale française, Marie-Adélaïde Chanoine. Ils vont s’installer à Alfort, alors partie de la commune de Maisons-Alfort, plus tard devenu Alfortville. Aux abords de sa maison, il avait installé « une sorte de ménagerie et un jardin botanique ». Avec son épouse, qui obtiendra des récompenses du fait de ses activités agricoles comme une médaille d'or à l’Exposition universelle de 1867, il élève des animaux de basse-cour.
Si Rousset est présenté presqu’unanimement comme un « excellent homme », il se fait également remarquer par son obésité. Il est qualifié de « pachyderme des lettres » par Léon Guillot de Saix, auteur dramatique, critique et scénariste, qui cite un mot de Victor Hugo à son propos « Il défonce les chaises ». L’écrivain Maxime Rude note que son ventre laissait « une distance énorme entre son fauteuil et sa table de rédacteur en chef. » Un correspondant du Figaro, qui signe Marc Fournier, raconte un séjour en Savoie : « Quant à Brides c'est une gorge étroite entre deux montagnes, tellement étroite, que depuis l'arrivée de Rousset venu ici dans l'espérance de maigrir, on ne peut plus se retourner (…) vu sa corpulence mastodontoïde (…). Brides est la station favorite des obèses. Seulement, on ne devrait bien les recevoir qu'à tour de rôle, et par numéro d'ordre. »
Ildefonse Rousset meurt le 31 mars 1878 dans sa propriété d'Alfort à la suite d'une attaque d'apoplexie. Selon le journal Le Gaulois, il avait reçu dans la nuit la visite du docteur Proust,. Ses obsèques ont, selon les comptes-rendus de presse, « réuni un nombre considérable de sénateurs, de députés, d'hommes de lettres et d'ouvriers. Ces derniers surtout étaient en grand nombre, car ils connaissaient, de longue date, l'affabilité de M. Rousset qui les accueillait toujours avec sympathie et leur donnait les meilleurs conseils ». Il est enterré à Maisons-Alfort où son monument funéraire est une structure de naos à six colonnes, due au sculpteur J. Guerlain,Le buste en marbre était un hommage de ses collaborateurs du National.
Ildefonse Rousset avait constitué une importante collection de tableaux anciens et modernes, qui fut vendue aux enchères à l’hôtel Drouot à Paris en mars et avril 1879. Le peintre Louis Français a réalisé en 1873 un portrait d’Ildefonse Rousset intitulé Souvenir de Nice.

## Républicain
Dans ses écrits, Rousset marque un engagement républicain permanent. Il s’affirme comme antibonapartiste en 1848.
En 1869, il s’engage par ses écrits en faveur des candidats opposés à l'Empire pour les élections législatives. Il critique en particulier l'ultramontanisme. Il publie un éditorial, affirmant que les rédacteurs de son journal sont « voués aux idées démocratiques, nous voulons faire franchement et loyalement la guerre aux tendances révolutionnaires, de quelque côté qu'elles se produisent. Nous respectons toutes les croyances religieuses, nous pensons que le prêtre ne doit pas dépasser le seuil du temple et nous repoussons énergiquement toute intervention cléricale dans les choses de la politique. » 
Pendant le siège de Paris, Rousset soutient la politique du gouvernement de la Défense nationale puis celle d’Adolphe Thiers, chef du pouvoir exécutif.
S’il ne sympathise pas avec la Commune de Paris, signant la Déclaration de la presse contre la convocation des électeurs par le Comité central de la garde nationale, Rousset refuse de rejoindre l'Union parisienne de la presse créée pour soutenir les candidats conservateurs en vue des élections législatives partielles du 2 juillet 1871. Il vient personnellement en aide à certains anciens communards, comme le journaliste Marc-Amédée Gromier.
En 1872, lors des élections législatives, Rousset marque sa préférence pour Joseph Vautrain, qui s’oppose à Victor Hugo, relevant que « certainement, M. Victor Hugo ne manque pas de talent, mais son concurrent, M. Vautrain, est un administrateur de premier ordre.»
À partir de 1873, Rousset appuie les idées de la gauche républicaine, tendance modérée au sein de l’Assemblée nationale.

## Libraire et éditeur

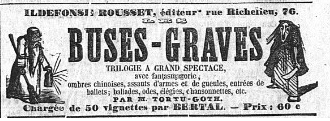
Annonce de la publication des "Buses Graves" dans le quotidien Le Siècle, 30 mars 1843.

Après sa sortie du collège, Rousset rejoint en 1836 l’éditeur Léon Curmer et se met en relation avec les artistes qui vont coopérer à ses publications, comme le peintre Ernest Meissonier, l’illustrateur Grandville ou le dessinateur Paul Gavarni. Il s’installe en 1837 comme libraire au Palais-Royal, 76, rue de Richelieu à Paris. Rousset innove en faisant de son magasin un endroit luxueux, décoré avec goût et devenu le « rendez-vous du monde élégant ».
Il diffuse notamment des livres de mode comme Le Livre des Mariages et le Livre d'Heures qui font sa réputation et sa fortune. Ildefonse Rousset a édité des ouvrages religieux, par exemple une version en souscription de La Sainte Bible, dans la traduction de Lemaistre de Sacy. Il propose également des publications hagiographiques, par exemple "Le Duc d’Orléans, prince royal" par E. Briffault, s’affichant comme « libraire de S.A.R. Mme la duchesse d’Orléans. »
Ildefonse Rousset édite une série de neuf recueils, baptisés Omnibus, mêlant textes et dessins, réalisés par Albert d’Arnoux et par Camille Rousset, son frère, et signés par eux des pseudonymes de Bertall, Tortu Goth et Léfix. Le troisième numéro, qui comprenait les Buses-Graves, parodie en vers des Burgraves, de Victor Hugo, eut beaucoup de succès.
Entraîné, selon un de ses contempteurs, par un penchant secret du côté de la Bourse, Rousset céda son établissement à Pierre-Jules Hetzel avec lequel il collabora quelque temps puis se lança dans le courtage des valeurs.

## Journaliste
Après la Révolution française de 1848, Rousset débute dans le journalisme et crée Le Spectateur républicain et Le Conservateur, auxquels collaborent le diplomate et futur sénateur John Lemoinne, le saint-simonien Louis Jourdan, l’écrivain et député Noël Parfait ou l’écrivain et traducteur Émile de La Bédollière, avec lequel il restera étroitement lié tout le reste de sa vie. Ces journaux disparurent « pendant la tourmente réactionnaire qui signala la fin de l'année 1848 ». Le Spectateur républicain suspendit sa publication le 8 septembre 1848.
Avec la Revue comique, également créée en 1848, Ildefonse Rousset renforce ses liens avec les artistes, comme le romancier Clément Caraguel, le directeur de théâtre, et feuilletoniste Auguste Lireux, le journaliste et futur député Taxile Delord le photographe Nadar et toujours La Bédollière. La Revue accueillait également le caricaturiste Bertall ou le dessinateur Fabritzius. Ce journal satirique, jugé très incisif, très spirituel et très piquant, eut un vif succès.
Abandonnant le terrain politique que le glissement autoritaire de Louis-Napoléon Bonaparte rendait impossible, Rousset devient correspondant financier du quotidien bruxellois et international L'Indépendance belge. Il entre en 1849, comme nombre de ses amis tels La Bédollière, au quotidien Le Siècle. Il y tient la rubrique boursière jusqu’en 1868. Sa rubrique a de l’impact et, selon l’historien Alfred Sirven, « c'est tout d'abord sur les articles de M. Rousset que se jettent, tous les matins, la majeure partie des lecteurs du Siècle (…) Il excelle en ces matières délicates et qui exigent une excessive prudence ». Mais, cette réserve déplaît à un de ses confrères du Figaro, Justin Delaunay : « C'est le plus gras des bulletiniers et le plus maigre des bulletins. Tout écourté qu'il est cependant, M. Rousset trouve encore le secret de n'y rien mettre. Impossible d'imaginer quelque chose de plus vide, de plus creux, de plus nul que les huit lignes qui précèdent le steeple-chase à travers les cours de la journée que le Siècle intitule Bulletin financier. »
En 1867, Rousset fonde le Journal financier puis se retire du Siècle à la fin de 1868.

## Photographe
Rousset, qui avait côtoyé Nadar à la Revue Comique, s’affirme dans les années 1860 en tant que photographe. Il publie plusieurs livres illustrés, procédé alors rare, et ils ont un écho important dans la presse. La sortie en 1864 de l’œuvre qu’il cosigne avec Émile de La Bédollière, Le Tour de Marne, après un voyage au sein d’une barque nommée l'Hélioscaphe dans les communes riveraines de la rivière Marne entre Nogent-sur-Marne et son confluent avec la Seine, est saluée notamment par le poète, romancier et critique d'art Théophile Gautier : « M. Ildefonse Rousset n'est pas un photographe de profession, et on le voit bien à l’exquise finesse, à la perfection étonnante de ses planches. Il faut tout le loisir d'un amateur artiste, persévérant et passionné pour arriver à de tels résultats. Les vues du Tour de Marne sont des merveilles. M. Rousset a obtenu des effets d'une douceur et d'une poésie dont nous n'aurions pas cru le daguerréotype capable. Les premiers plans sont nets, sans dureté ; les seconds et les troisièmes fuient avec une légèreté vaporeuse, bien rare dans les épreuves photographiques. Certaines planches rappellent Corot ou Daubigny, dont elles semblent refléter des tableaux inconnus. » L’année suivante, il publie, toujours avec La Bédollière, Le Bois de Vincennes et des Études photographiques, préfacées par Jourdan, les deux livres bénéficiant également d’une critique très favorable.
Membre de la Société française de photographie, Rousset est récompensé pour sa participation à l’exposition photographique de Berlin en 1865. Il fait partie de la commission déléguée qui prépare l’Exposition universelle de 1867. Exposant lui-même, il obtient une médaille d'argent.
Plusieurs grands musées possèdent des œuvres d’Ildefonse Rousset dans leurs fonds photographiques, comme le Musée Paul Getty, le Musée d’Orsay, le Musée des beaux-arts du Canada ou la collection Gabriel Cromer, confiée au musée de la photographie de la George Eastman House.
Un site d’information sur le marché de l’art mentionne neuf ventes d’œuvres de Rousset entre 1989 et 2002 en Allemagne, France, Royaume-Uni et États-Unis.

## Directeur du journalLe National

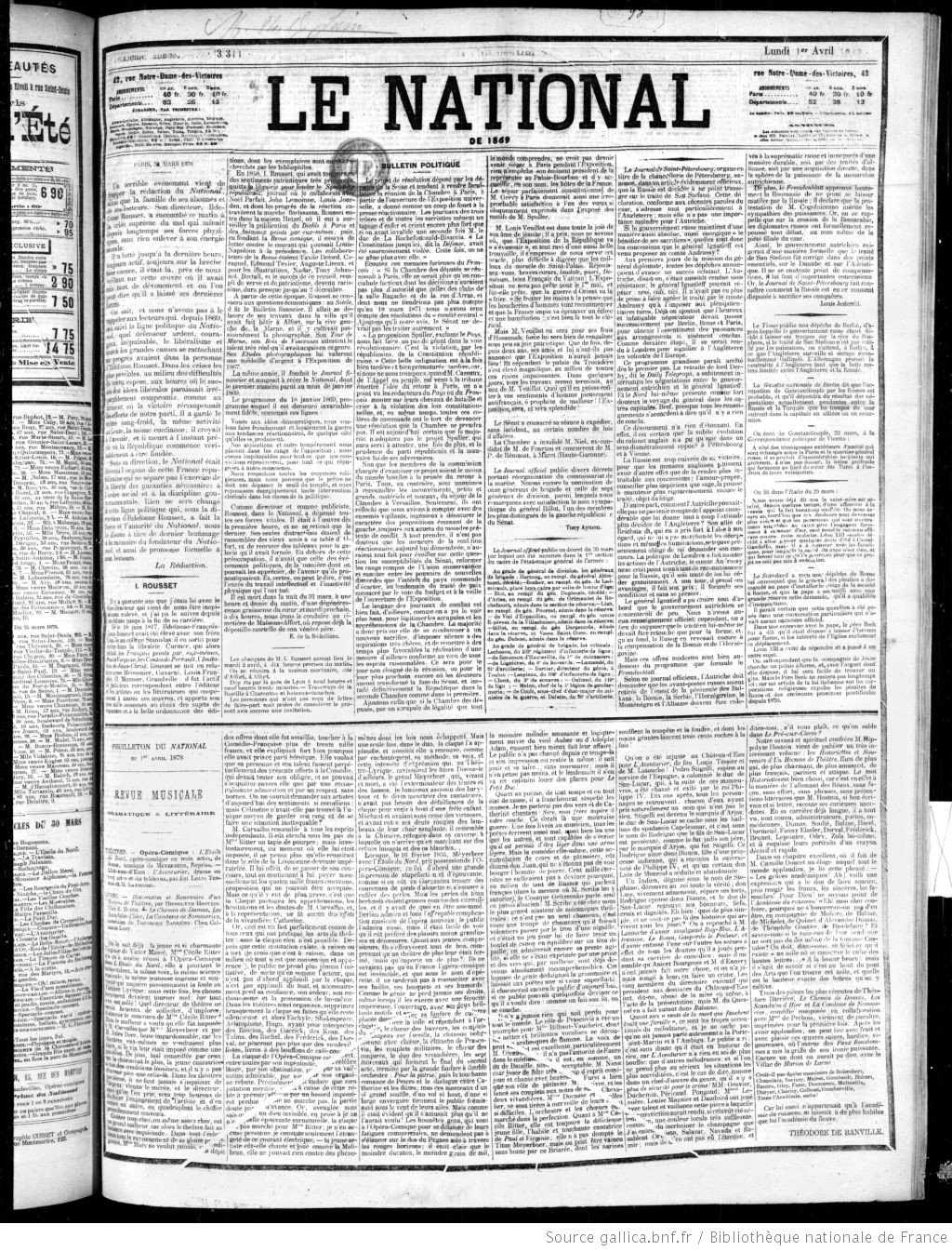
Une du journal Le National, 01/04/1878.

Le National est un quotidien français fondé en janvier 1830 pour combattre la Seconde Restauration à l’initiative d’Adolphe Thiers, Armand Carrel, François-Auguste Mignet et Auguste Sautelet. Pendant la Deuxième République, il devient l'organe de presse de la majorité républicaine modérée issue des élections législatives de 1848. Lors de l’'élection présidentielle de décembre 1848, il défend la constitution républicaine et est partisan de la candidature présidentielle du général Cavaignac, qui arrive en seconde position derrière Louis-Napoléon Bonaparte . Le journal est Interdit après le coup d’État du 2 décembre 1851.
Il reparaît le 18 janvier 1869 sous la direction d’Ildefonse Rousset avec des journalistes qui quittent Le Siècle comme Émile de La Bédollière. Opposé au régime impérial finissant et au parti clérical, Il tire à plus de 150 000 exemplaires.
À compter de mai 1873, Le National représente les idées de la gauche républicaine. Parmi ses principaux rédacteurs, on compte Émile de La Bédollière, l’écrivain et militant anticlérical Charles Sauvestre, le député et sénateur républicain Émile Deschanel, le feuilletoniste populaire Paul Féval, le romancier pour la jeunesse Alfred Assollant, le poète Théodore de Banville ou l’auteur dramatique Paul Foucher. Parallèlement au journal principal, Le Petit National est diffusé comme quotidien à bon marché. Le positionnement du journal déplaît à certains chroniqueurs : « Si vous ne connaissez pas Rousset (Ildefonse), je vous dirai qu'il est le propriétaire, rédacteur en chef du National, organe fort autorisé de la république des imbéciles. »

La méthode de direction de Rousset impressionne les journalistes, tels Paul Foucher : 

« Ildefonse Rousset (…) était un brave homme, mais une sorte d'autocrate qui exigeait de « ses rédacteurs » qu'ils vinssent, été comme hiver, et au moins une fois par mois, passer une soirée, le dimanche, en son chalet d'Alfortville. La rédaction devait également lui souhaiter sa fête, souhaiter la fête de sa femme et célébrer force anniversaires. Banville, comme Edmond Texier, comme Émile de La Bédollière, comme nous tous, avait dû prendre son parti de ces voyages obligatoires à travers les neiges et les brumes du bord de la Marne. »

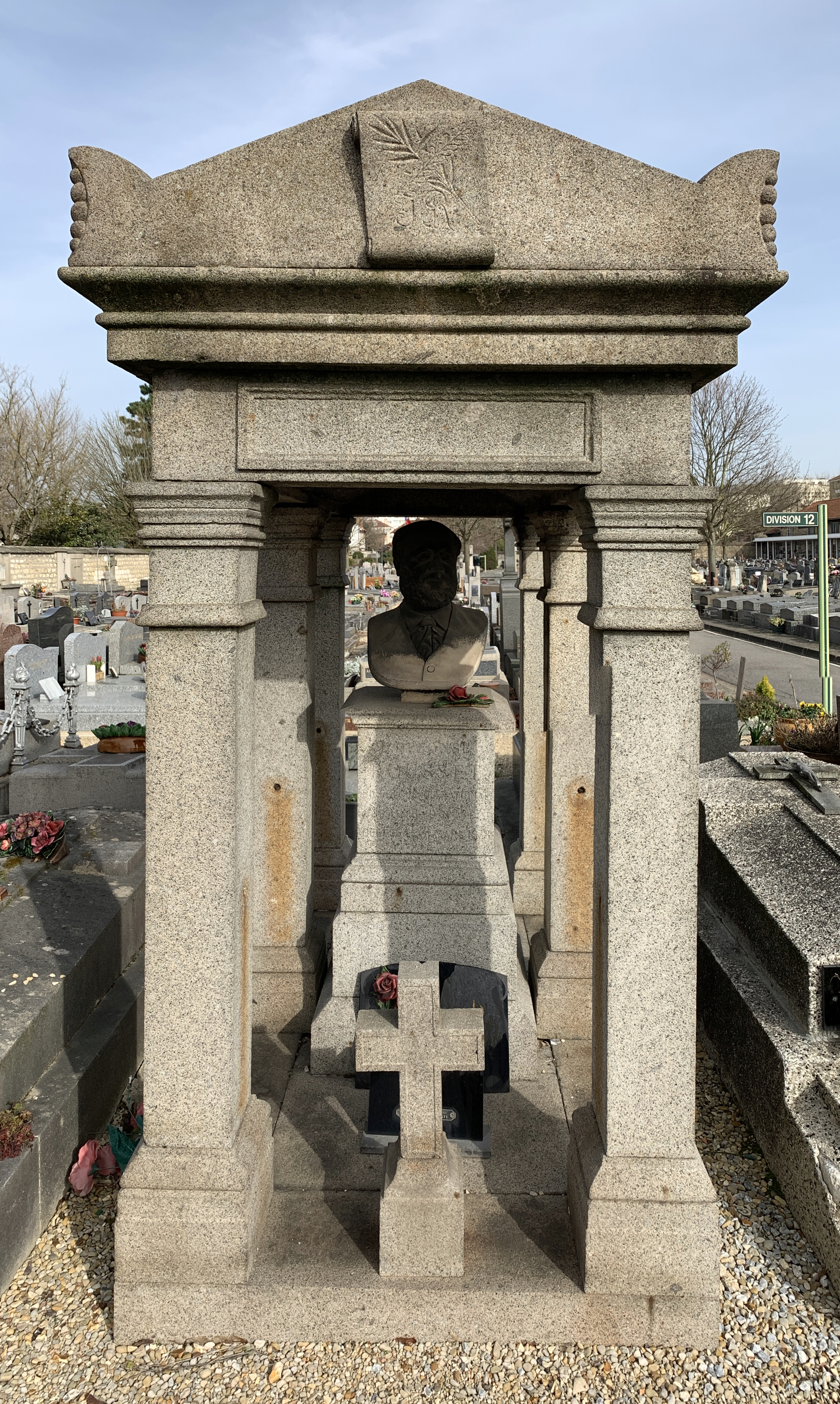
Sépulture d'Ildefonse Rousset.

Après sa mort, Hector Pessard devient directeur du journal. Il aura pour successeur le député radical Adolphe Maujan. Ildefonse Rousset est inhumé au cimetière de Maisons-Alfort.

### Ouvrages d’Ildefonse Rousset
- Ildefonse Rousset et Émile de La Bédollière, Le Tour de Marne, A. Lacroix, Verboeckhoven et Cie, 1864
- Ildefonse Rousset et Émile de La Bédollière, Le Bois de Vincennes, A. Lacroix, Verboeckhoven et Cie, 1865
- Ildefonse Rousset, Études photographiques, Maison A. Giroux, 1865
- Ildefonse Rousset (dir.), Almanach financier, Journal financier, 1868 à 1878

### Sources sur Ildefonse Rousset
- Alfred Sirven, notice M. Rousset in Journaux et journalistes : Le Siècle, F. Cournol, Paris, 1865-1866,
- Justin Delaunay, Portrait de M. Ildefonse Rousset in Le Figaro 1863/01/11 (N825)
- Pierre Larousse (dir.), notice Rousset (Ildefonse-François-Louis) in Grand dictionnaire universel du XIXe siècle, Administration du grand Dictionnaire universel, Paris, 1866-1877
- Jules Trousset (dir.), notice Rousset (Ildefonse-François-Louis) in Nouveau dictionnaire encyclopédique universel illustré, vol. 5, Librairie illustrée, Paris, 1885-1891
- Michèle Denis, Ildefonse Rousset - journaliste et photographe maisonnais, in Mnémé 94 - Bulletin du Cercle d'études généalogiques et démographiques du Val-de-Marne, 06/2013 (N28)
- Maxime Rude, Ildefonse Rousset, in La Lanterne 1878/04/02 (N346,A2)

### Musées possédant des œuvres photographiques d’Ildefonse Rousset
- Musée Paul Getty, Los Angeles
- Musée d’Orsay, Paris
- Musée des beaux-arts du Canada, Ottawa
- George Eastman House, Rochester (New-York), Collection Gabriel Cromer

## Galerie

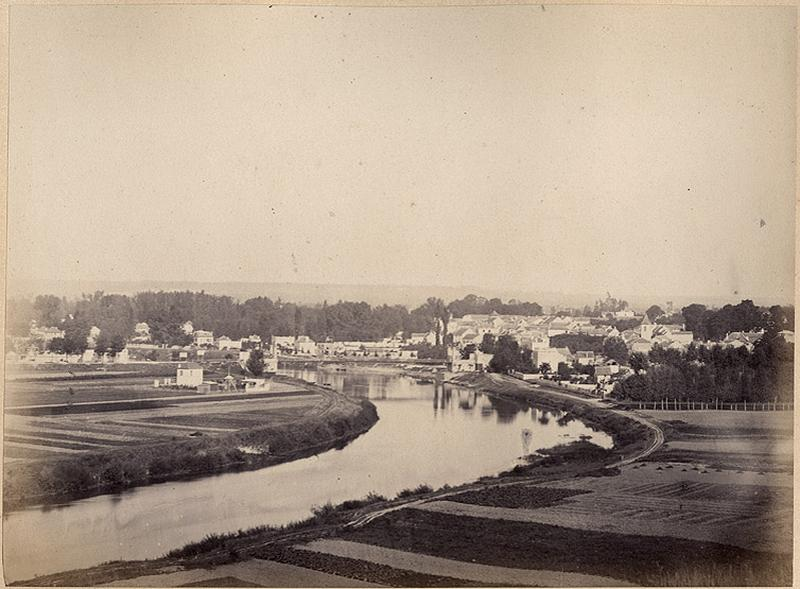
Bords de Marne, Bry-sur-Marne, 1865
Canal de Saint-Maur, Joinville-le-Pont, 1864
Étude de paysage, 1860
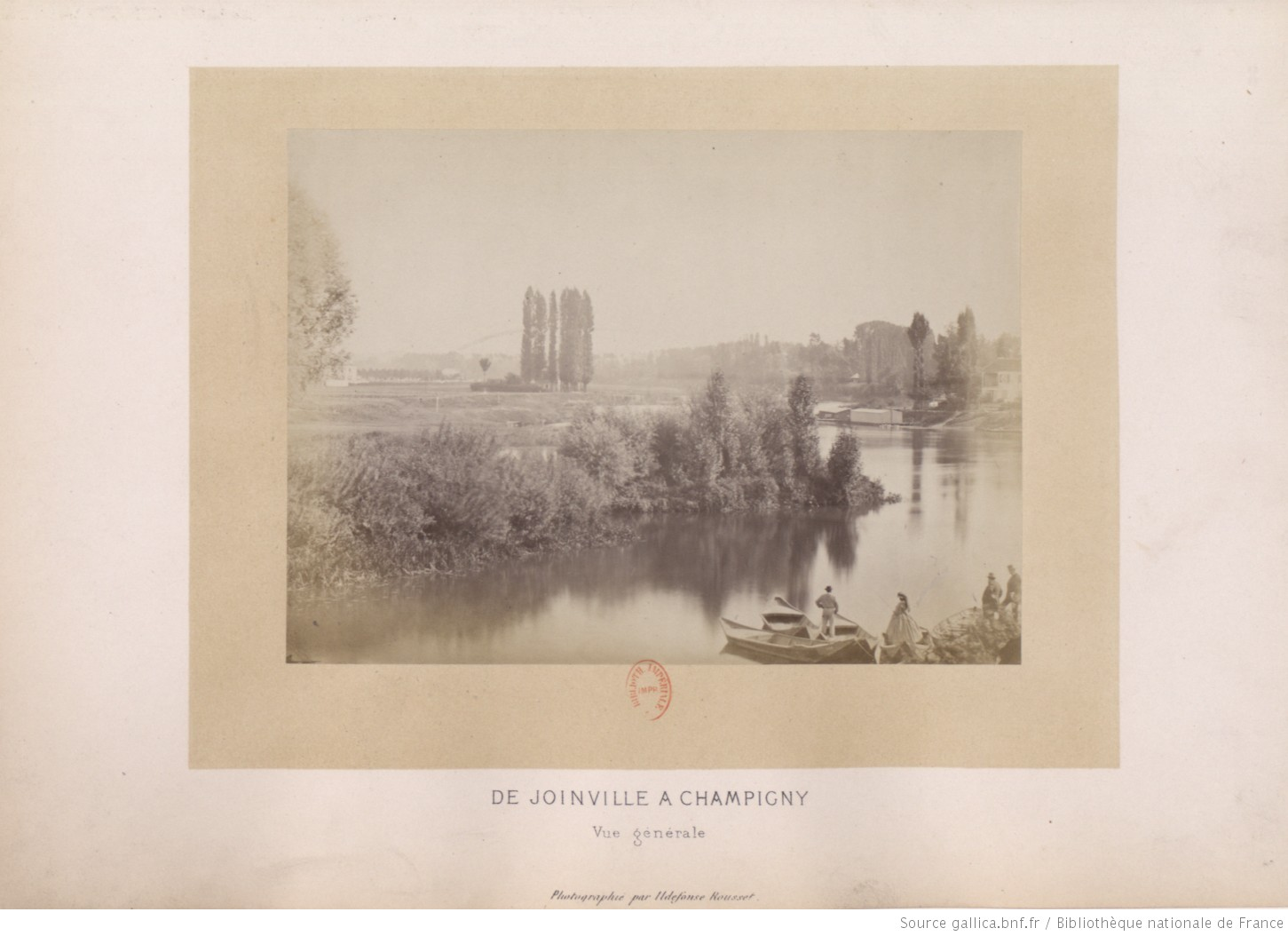
De Joinville à Champigny, vue générale, 1864
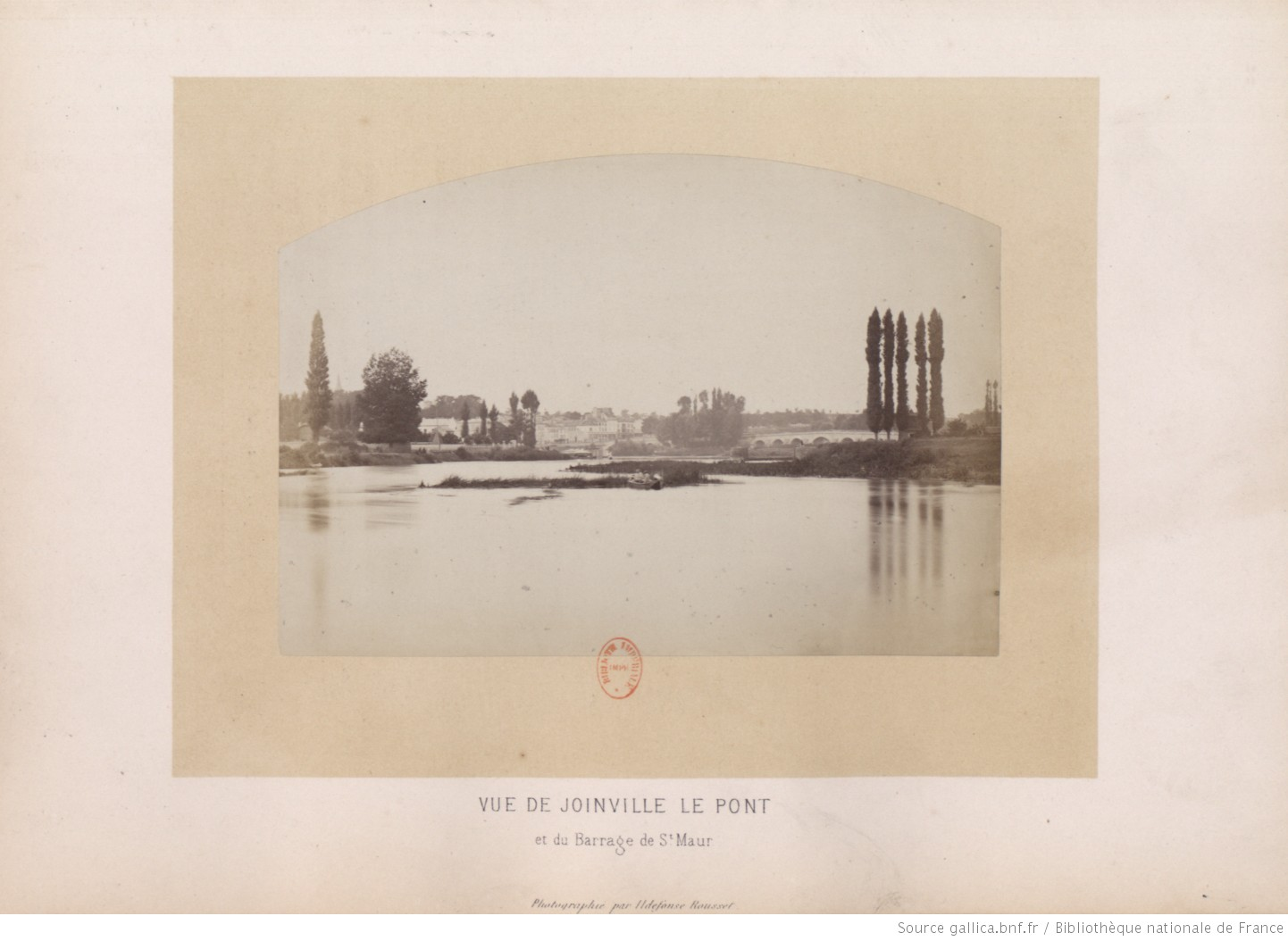
Vue de Joinville-le-Pont et du barrage de Saint-Maur, 1864
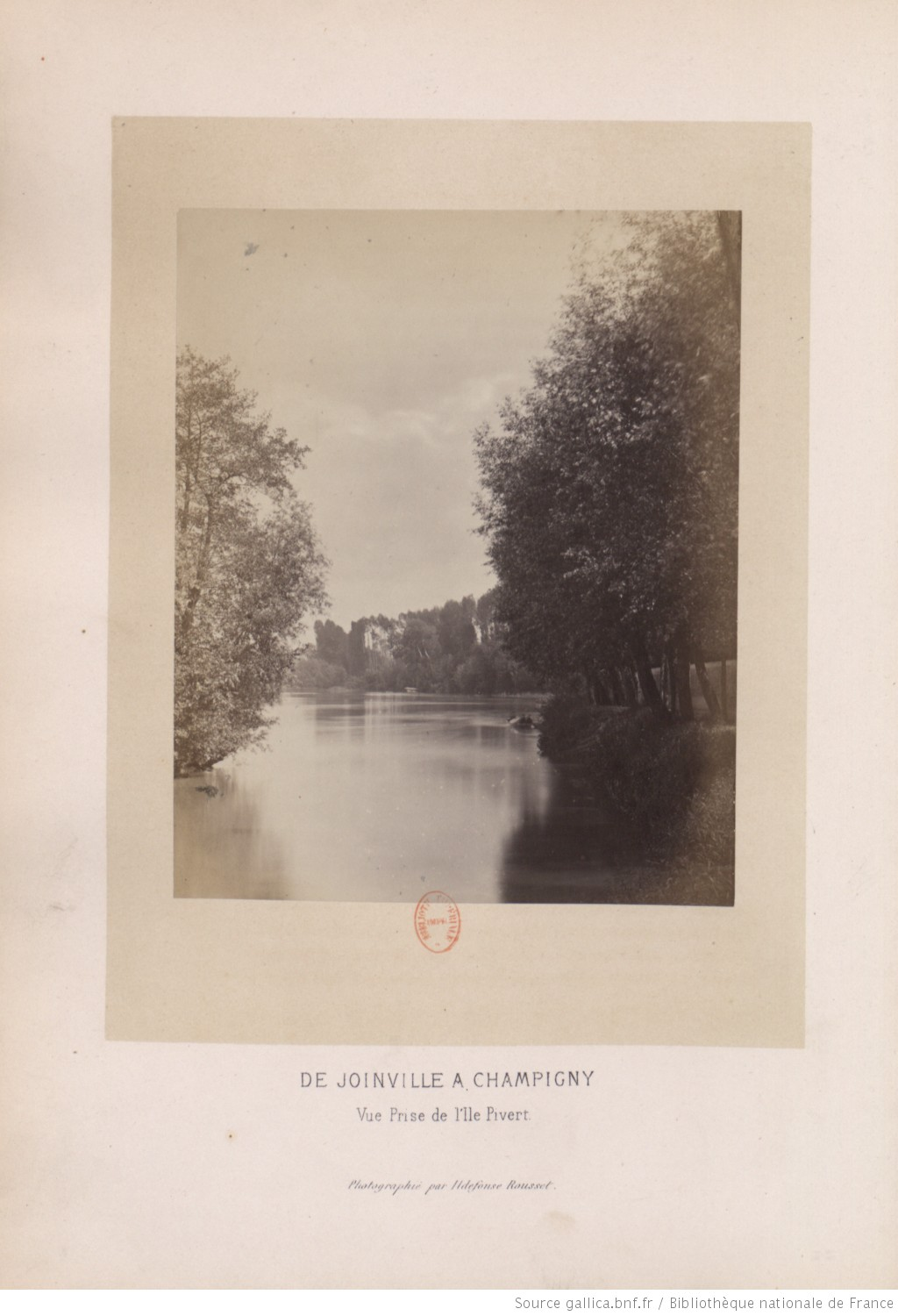
De Joinville à Champigny, vue prise de l’île Pivert, 1864
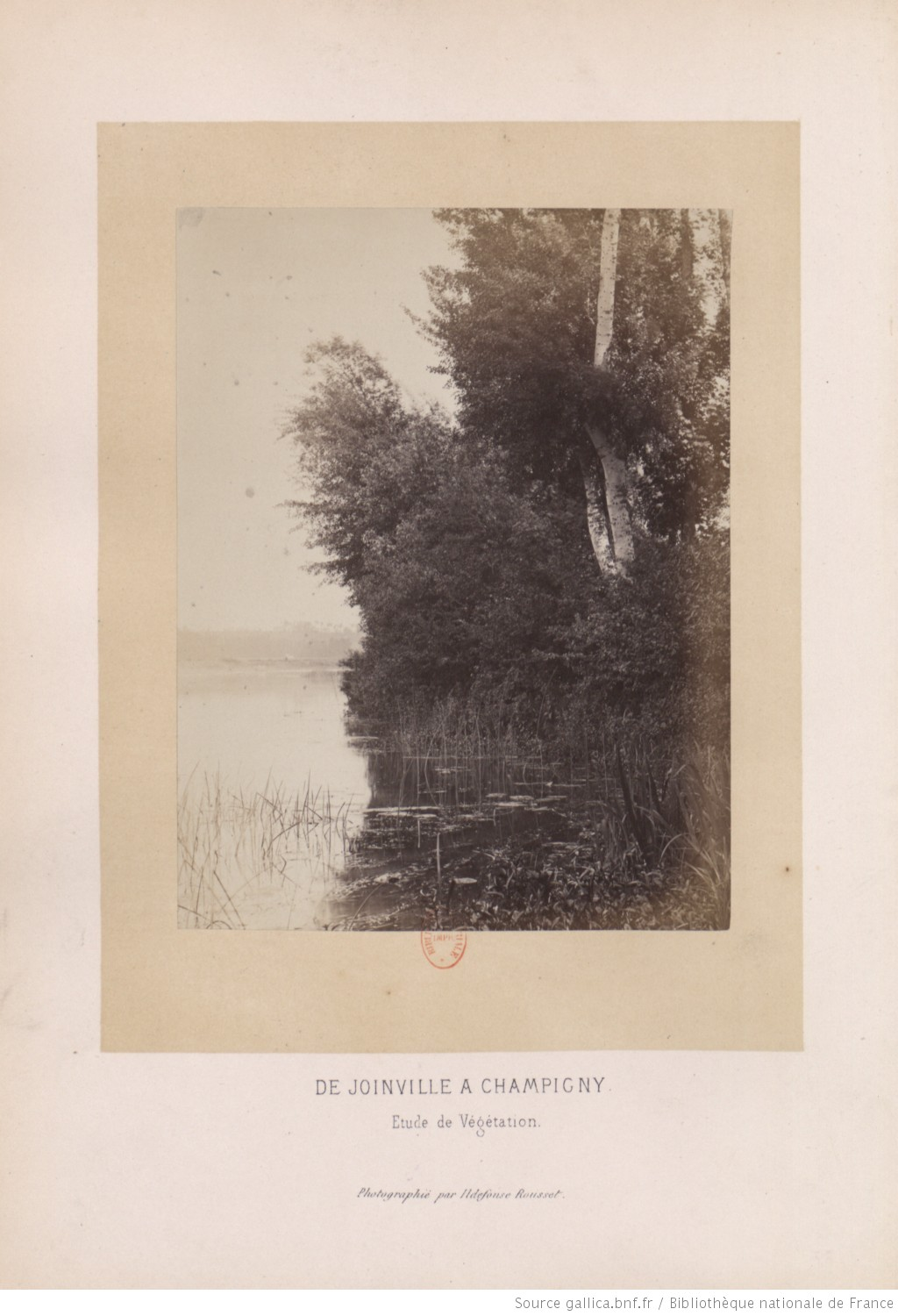
De Joinville à Champigny, étude de végétation, 1864
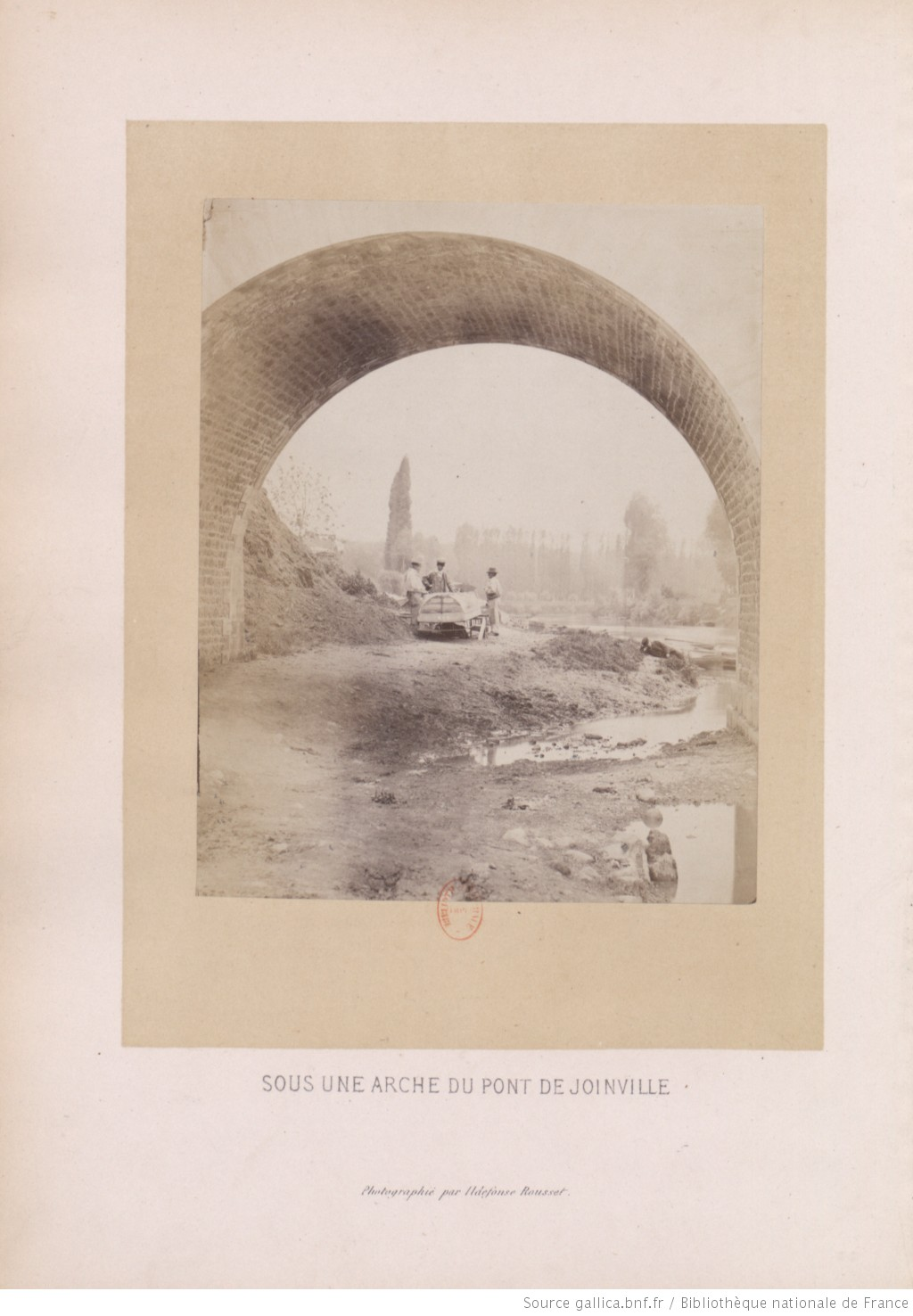
Sous une arche du Pont de Joinville, 1864
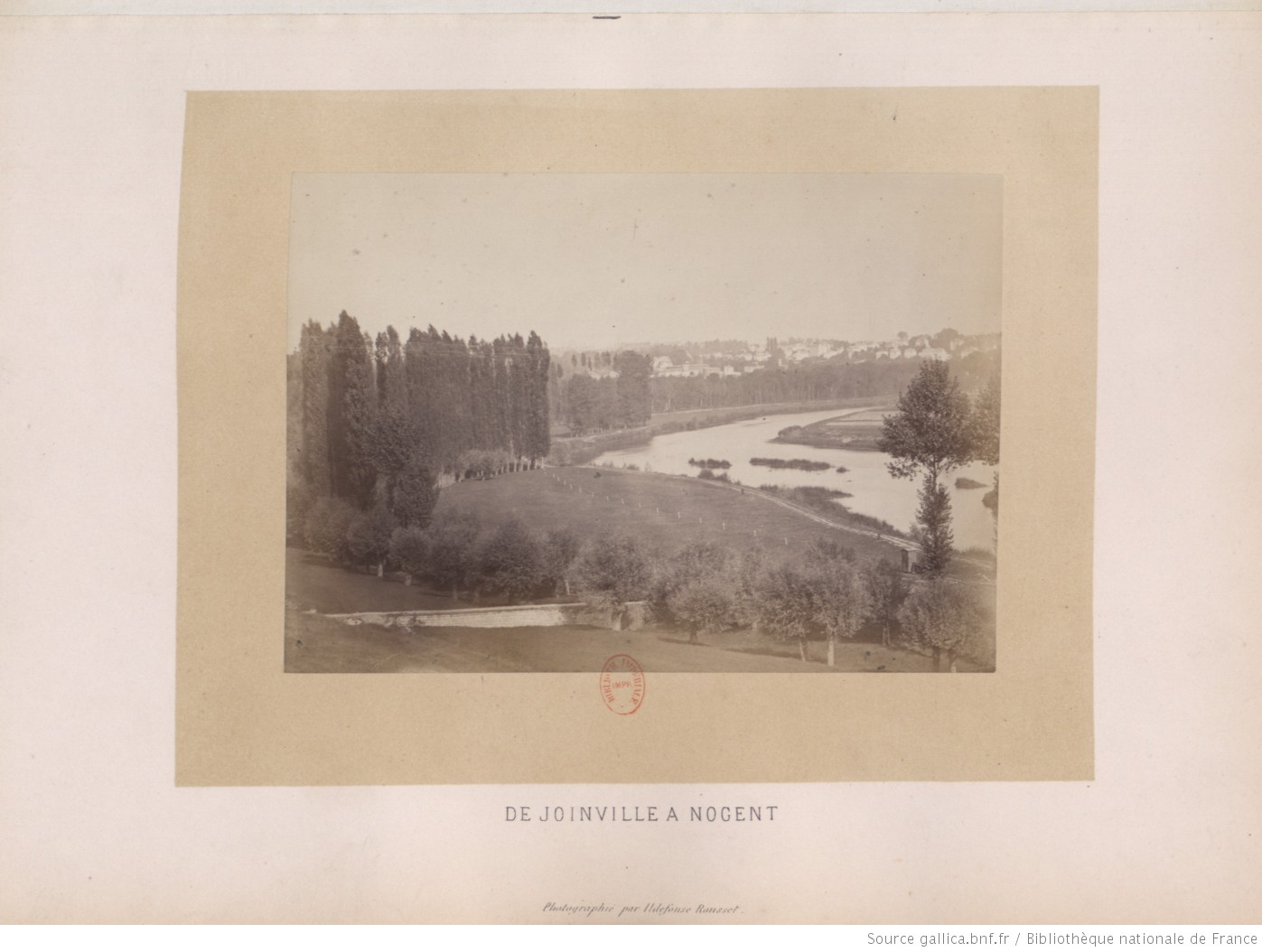
De Joinville à Nogent, 1864
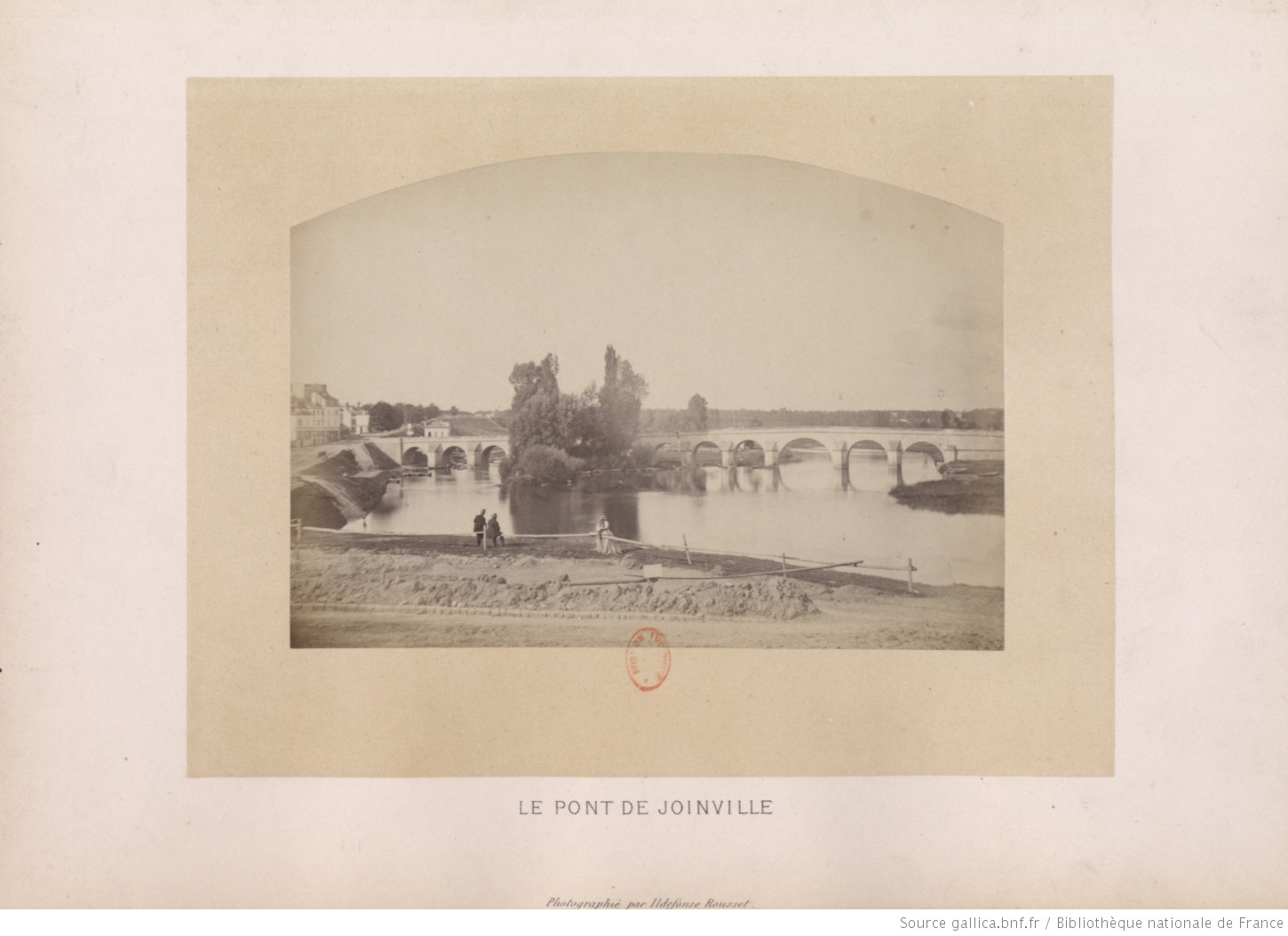
Le Pont de Joinville, Joinville-le-Pont, 1864
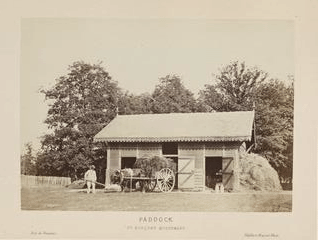
Ferme de la Faisanderie, Bois de Vincennes, Paddock 1866